# Castello di Herrenchiemsee
Il Castello di Herrenchiemsee (in tedesco: Neues Schloss Herrenchiemsee) è un palazzo in stile neobarocco, in particolare si rifà quasi completamente alla Reggia di Versailles che si trova nella periferia della capitale francese, ovvero Parigi, che venne costruito sull'omonima isola di Herrenchiemsee che si trova nel lago di Chiemsee. La residenza fu voluto da Ludovico II di Baviera, costruttore anche dei castelli di Linderhof e Neuschwanstein, che desiderò lui stesso ispirarsi alla reggia concepita dal Re Sole Luigi XIV di Borbone, al fine di sottolineare il diritto divino del monarca. I lavori durarono dal 1878 al 1886, anche se parte del castello non venne mai terminato. È uno dei luoghi più visitati della Germania, con 357.000 visitatori nel 2019. È chiamato anche Castello di Herrenwörth, nome antico dell'isola, oppure Nuovo Castello di Herrenchiemsee che si differenzia dal Vecchio Castello di Herrenchiemsee. Conosciuto anche come la Versailles bavarese, dal 1987 il castello, in un'ala, ospita un museo dedicato al re Ludovico II di Baviera.

## Storia

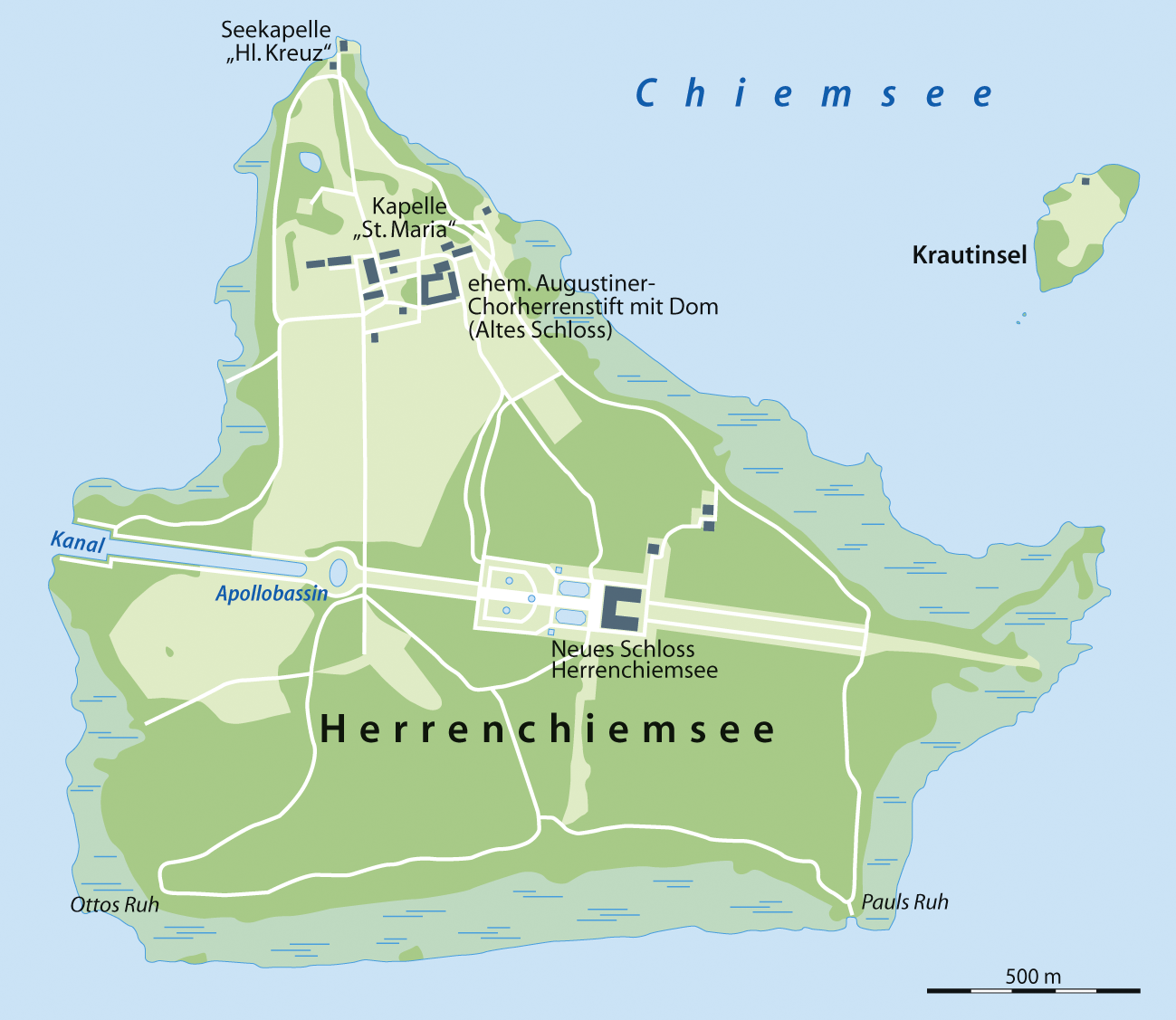
Mappa dell'isola di Herreninsel con il complesso monastico antico, in alto, ed il Castello di Herrenchiemsee, in basso.

Il Castello di Herrenchiemsee si trova sull'Herreninsel, nel lago Chiemsee, isola che, nota anche come Herrenwörth, fin dal Medioevo apparteneva al convento di Herrenchiemsee, che a sua volta era parte della diocesi di Chiemsee; gli edifici del convento si trovano nella parte settentrionale dell'isola, ma attraverso la secolarizzazione del 1803 e la successiva vendita del monastero, entrarono in possesso del mercante di Mannheim Carl von Lüneschloß. Negli anni successivi alcuni edifici dell'ex monastero furono demoliti e alcuni furono trasformati nel cosiddetto Vecchio Castello di Herrenchiemsee. Il castello e l'isola furono di proprietà del conte von Hunoltstein dal 1840, che mise in vendita la proprietà nel 1870. L'acquirente era un'azienda di riciclaggio del legname con sede nel Württemberg, che mirava a ripulire l'intera popolazione arborea dell'isola. Le misure incontrarono il rifiuto della popolazione e una forte opposizione nella stampa regionale, che portò l'isola all'attenzione del re bavarese Ludovico II.

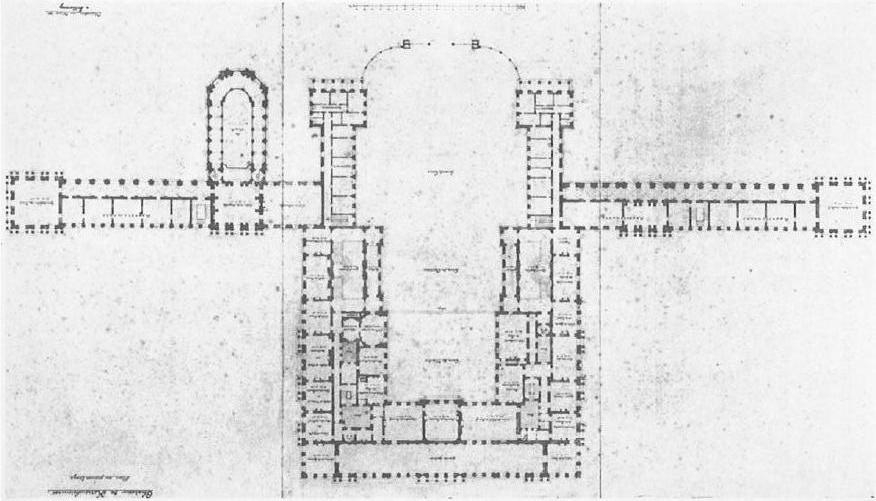
Pianta dell'intero complesso del castello secondo il progetto originario di Dollmann.

Nell'estate del 1867, il giovane re Ludovico intraprese un lungo viaggio in Francia, dove uno degli elementi previsti era la visita alla Reggia di Versailles; tuttavia, a causa dell'improvvisa morte dello zio Ottone, ex re di Grecia, Ludovico II fu costretto a tornare in Baviera senza aver visto la reggia, la cui storia aveva già studiato intensamente per anni. Nel dicembre 1868, chiese a Georg von Dollmann di presentargli un progetto per un palazzo di ispirazione francese, per il quale la valle di Graswang vicino al Castello di Linderhof era stata progettata come sito di costruzione. Questo progetto fu chiamato "Meicost Ettal" o "Tmeicos Ettal", che era un anagramma del presunto motto del re francese Luigi XIV di Borbone: L'État, c'est moi! (“Io sono lo Stato”). Ludovico II fece rivedere più volte i progetti per il palazzo. All'inizio della pianificazione, voleva un padiglione che fosse simile per dimensioni al Trianon Palaces o a Marly-le-Roi, ma che contenesse già una copia più piccola della celeberrima Galleria degli Specchi e della facciata sud della Reggia di Versailles. Tuttavia, i progetti presentati non soddisfacevano il monarca bavarese e diventavano più complessi ad ogni revisione. A causa della mancanza di spazio nella valle di Graswang, il castello non poté essere costruito nella misura in cui era stato in seguito desiderato e il re accantonò i progetti in favore dell'ampliamento di Linderhof. Dopo che un altro viaggio programmato in Francia nel 1870 dovette essere annullato a causa dell'instabile situazione politica, la Guerra franco-prussiana scoppiò quell'anno, Ludovico II visitò finalmente Versailles nell'estate del 1874; il governo francese onorò l'ospite di stato in occasione del suo compleanno, il 25 agosto, con uno spettacolo delle fontane di Versailles. Sotto l'impressione della visita, nell'autunno del 1874 scrisse al conte Dürckheim-Montmartin:
Dopo la visita, re Ludovico, che non aveva mai perso interesse per Meicost Ettal, spinse nuovamente per la continuazione del progetto. L'anno precedente aveva già acquistato l'Herreninsel nel lago Chiemsee per 350.000 fiorini, sebbene preferisse il paesaggio lacustre pianeggiante del Chiemgau meno delle montagne di Linderhof; l'isola si rivelò un luogo ideale per riprendere il progetto di costruzione a causa delle sue dimensioni e del relativo isolamento. Durante la fase di progettazione, il padiglione iniziale per la valle di Graswang divenne dapprima un edificio ad ala singola che citava il Corps de Logis di Versailles, poi un edificio a forma di ferro di cavallo e, infine, una variante estesa del castello francese con ali laterali ampiamente sporgenti. In totale, i progetti per il nuovo palazzo sviluppati da Dollmann passarono attraverso 13 bozze I progetti per il palazzo derivano dai piani di Georg von Dollmann, che fu assunto come architetto esecutivo nel 1878 e sostituito da Julius Hofmann nel 1884. La prima pietra fu posata il 21 maggio 1878. Per poter ispezionare i lavori durante la fase di costruzione, il re soggiornava a intervalli irregolari nel Vecchio Castello di Herrenchiemsee, dove aveva allestito un piccolo appartamento a tale scopo. Per supportare i lavori di costruzione venne costruita una segheria a vapore sulla riva orientale dell'Herreninsel, ed il trasporto dei materiali da costruzione venne effettuato tramite una ferrovia ausiliaria appositamente costruita. L'edificio del castello è costruito con circa undici milioni di mattoni, provenienti da una fornace nei pressi di Ising; le facciate sono intonacate o rivestite in pietra naturale. Parte del materiale necessario è stato ottenuto direttamente sull'isola, da una ex cava di un monastero. Il granito di Hauzenberg è stato utilizzato anche come pietra di base e come rivestimento della struttura inferiore del castello fino a un'altezza di circa 1,5 m. Questo granito veniva trasportato con battelli a vapore e chiatte da Seebruck al deposito di “Ziegelsteg” sulla sponda occidentale dell’isola e da lì con una ferrovia campale fino al cantiere. I lavori per la costruzione dell'edificio principale a tre ali iniziarono nella primavera del 1878, la struttura grezza fu già progettata nel gennaio del 1879 e nel 1881 le facciate esterne furono ricoperte con le loro decorazioni architettoniche e completate. L'interno fu completato nel 1885.
Il cosiddetto Re Sole Luigi XIV, costruttore di Versailles, era il grande idolo del re bavarese e proprio come il "castello dei cavalieri", il Castello di Neuschwanstein era una reminiscenza del mondo del Medioevo e delle opere di Richard Wagner, il nuovo Castello di Herrenchiemsee era inteso come un memoriale per i re francesi Borbone. Nella visione di Ludovico II, entrambi i castelli simboleggiavano il diritto divino del monarca da lui glorificato, il potere sovrano illimitato legittimato dal Dio cristiano, che egli, in quanto capo di Stato di una monarchia costituzionale, non possedeva. Analogamente al Castello di Neuschwanstein di qualche anno prima, Herrenchiemsee non era destinato a fungere da sede governativa né a ospitare una corte. Nonostante le sue dimensioni, fu progettata solo come residenza privata per il re solitario, che di solito era accudito solo da pochi servitori e aveva il lavoro di governo svolto in gran parte dai suoi segretari di corte.Il nuovo palazzo sull'Herreninsel si contrapponeva quindi al suo modello, Versailles, abitato da diverse migliaia di persone e che per oltre 100 anni fu il centro sociale, culturale e politico della Francia. La morte prematura di Ludovico II, avvenuta nell'estate del 1886, gli impedì di utilizzare in modo permanente il palazzo, la cui costruzione era costata spese enormi; il re occupò il palazzo solo dopo che i suoi alloggi privati furono completati e vi rimase solo per pochi giorni dal 7 al 16 settembre 1885. Durante questo periodo ricevette come ospite l'attrice Marie Dahn-Hausmann. Le visite del sovrano bavarese richiedevano un'organizzazione elaborata: la Galleria degli Specchi doveva essere illuminata per lui ogni sera e la scalinata doveva essere decorata con sontuose composizioni floreali, le tele dipinte nascondevano le aree ancora incompiute dei giardini e le stanze non sviluppate dell'interno del castello. I lavori di costruzione sull'Herrenchiemsee furono in gran parte interrotti a partire dal 1886 a causa di difficoltà finanziarie.. A quel tempo erano stati completati solo l'edificio principale a tre ali e il rivestimento esterno dell'ala laterale settentrionale. Questo guscio alare laterale settentrionale venne nuovamente demolito nel 1907. Dal nome antico dell'isola, il complesso veniva occasionalmente chiamato anche Nuovo Castello di Herrenwörth.
L'edificio, che servì come residenza reale solo per pochi giorni, non ebbe mai un ruolo significativo nella storia bavarese; sin dalla sua apertura, è stato utilizzato quasi ininterrottamente come museo. Dopo la fine della monarchia, nel 1918 il palazzo passò alla cosiddetta amministrazione dell'ex stato della corona, dalla quale nel 1932 nacque l'amministrazione bavarese dei palazzi. Il Nuovo Palazzo, situato lontano dai campi di battaglia, sopravvisse indenne alle guerre mondiali; nel 1948 la Convenzione costituzionale si riunì nel vicino Palazzo Vecchio per preparare la Legge fondamentale. Nel 1987 il "Museo Re Ludwig II" si trasferì in alcune stanze vuote dell'ala sud. Nel 2009, gli spazi vuoti nell'ala nord sono stati dotati di infrastrutture tecniche e da allora sono stati adibiti a spazio espositivo. In questo contesto, nell’aprile 2010 sono state perforate 16 sonde geotermiche, ciascuna profonda 250 metri, per controllare la temperatura dell’ala nord. Nell'estate del 2011 la Casa della Storia Bavarese ha ospitato la grande mostra statale intitolata "Crepuscolo dei re. Re Ludovico II e il suo tempo"; con quasi 600.000 visitatori, è diventata la mostra più visitata nei 30 anni di storia delle mostre statali in questa serie di eventi. Dal 2010 in poi, il Cortile di Marmo è stato restaurato e entro il 2011 sono state allestite nuove sale espositive nell'ala nord incompiuta. Sono stati stanziati 4,9 milioni di euro per l'ampliamento dell'ala nord, che in precedenza era servita da deposito per l'amministrazione del palazzo. Dal 2008 si sta cercando di far includere i tre palazzi reali nella Lista del Patrimonio Mondiale dell'UNESCO. Il castello, spesso definito la Versailles bavarese, è, insieme a Linderhof e Neuschwanstein, uno dei luoghi più famosi della Germania. Nel 2019 sono stati contati circa 357.000 visitatori al Nuovo Castello di Herrenchiemsee. Tra il 1965 e il 2006, l'amministrazione del castello ha investito più di 53 milioni di euro nelle proprietà di Herreninsel e nei suoi edifici storici.

## Costi

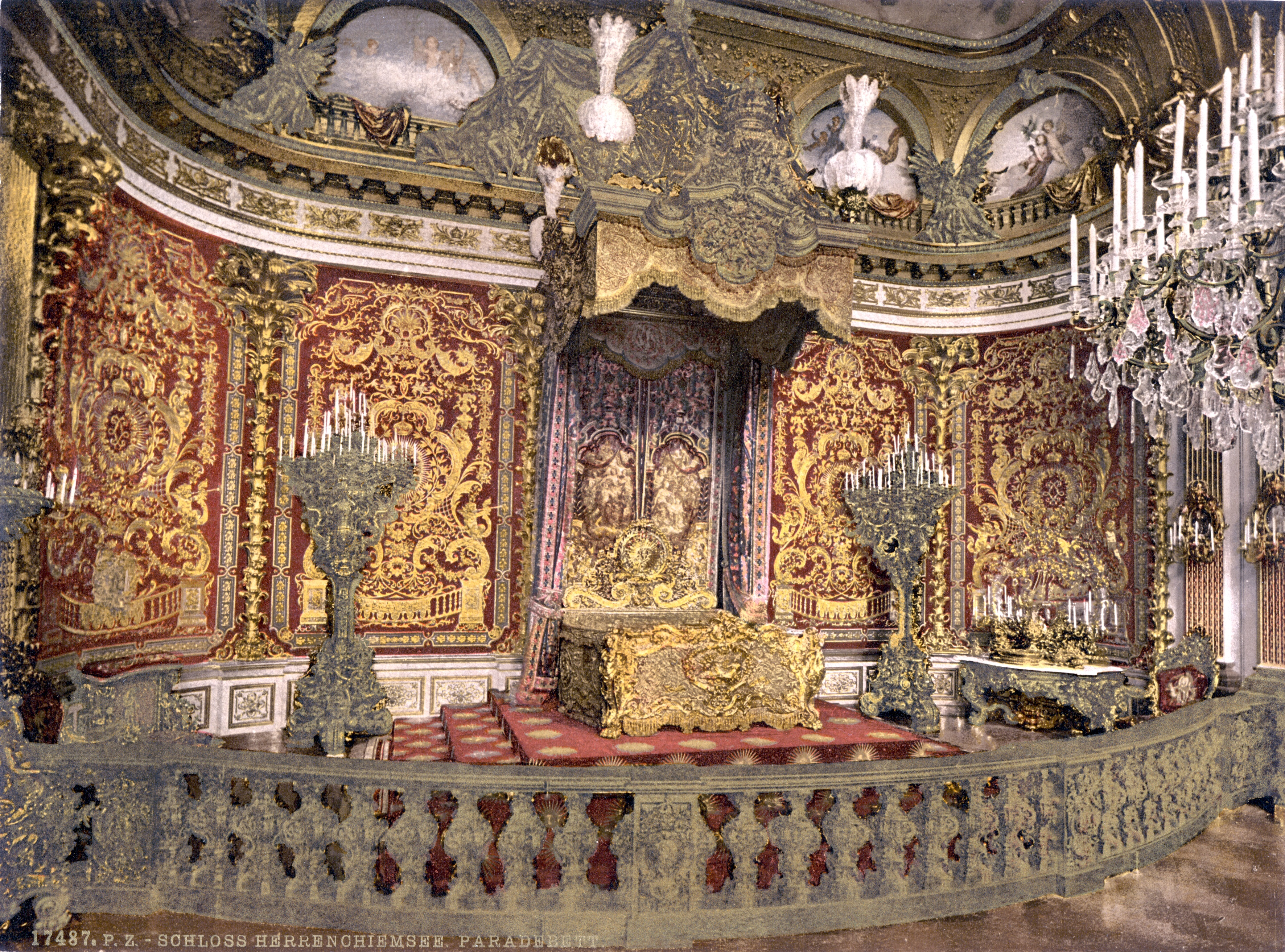
La camera di Stato di Ludovico II di Baviera nel castello di Herrenchiemsee.

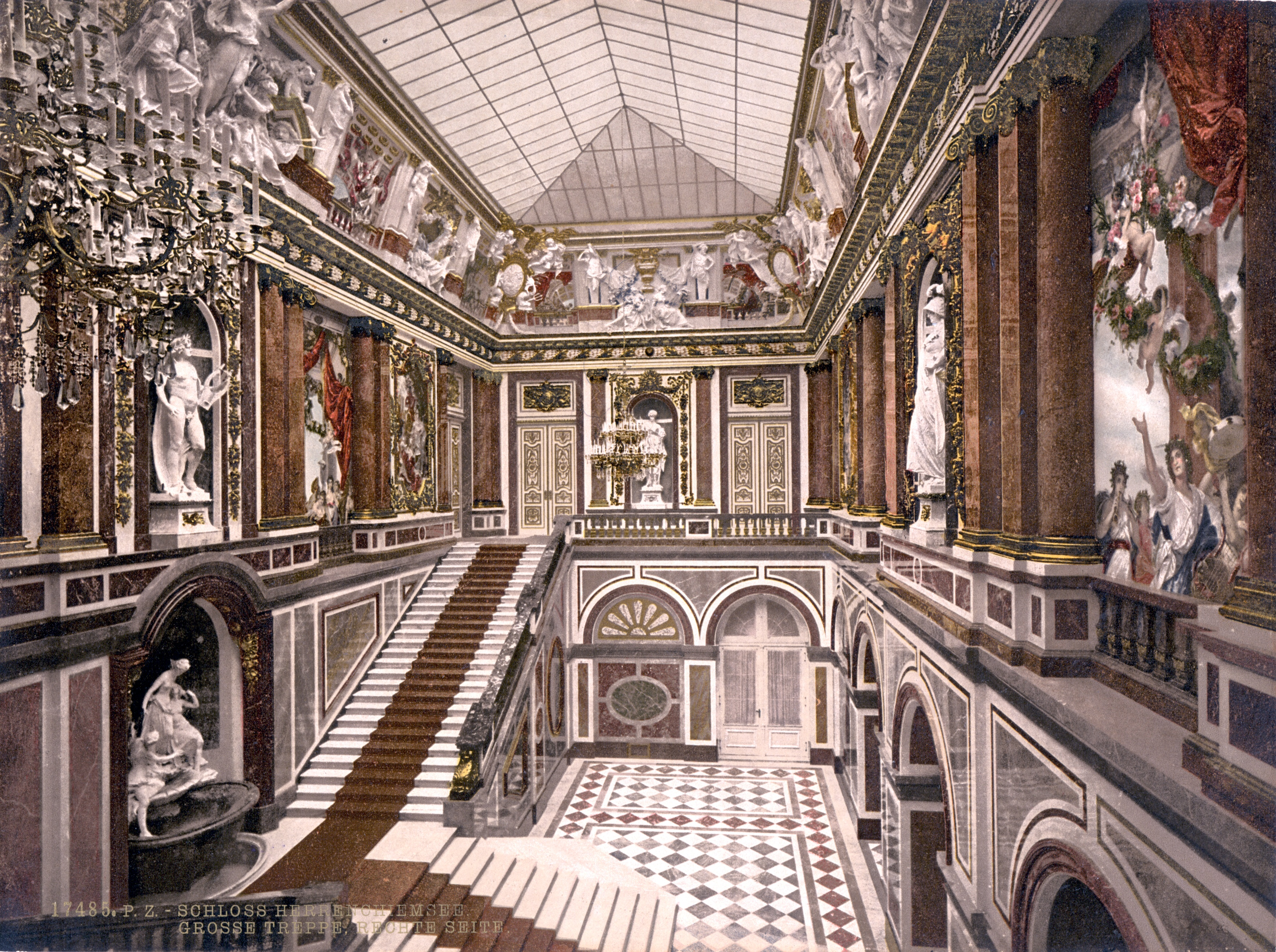
Lo "Scalone degli Ambasciatori", costruito sull'esempio dell'omologo francese, oggi scomparso; oggi quello di Herrenchiemsee è l'esempio più accurato di ricostruzione di come doveva apparire il grande scalone trionfale di Versailles.

Il Castello di Herrenchiemsee fu l'ultimo grande progetto edilizio di Ludovico II, che visse nella residenza solo per pochi giorni. Dopo una prima visita all'isola nel 1875, Ludovico vi fece ritorno nel 1881 per celebrare la consegna della camera da letto di stato appena completata e da allora e fino al 1885 trascorse ogni autunno alcuni giorni a Herrenchiemsee. Il monarca non volle mai aprire il Palazzo di Herrenchiemsee, come gli altri suoi edifici, al pubblico e desiderava che i palazzi venissero distrutti dopo la sua morte. Tuttavia, l'amministrazione della tenuta aprì gli edifici solo poche settimane dopo la morte del re e li rese disponibili per la visita nell'agosto del 1886. Fu il più costoso dei palazzi di Ludovico II, che finanziò la sua costruzione con il suo patrimonio privato, con i proventi della sua lista civile, con i sussidi derivanti dal Kaiserbrief ed infine anche con numerosi prestiti. La stima iniziale del costo del palazzo era di 5,7 milioni di marchi, ma al momento della morte del re, il costo era quasi triplicato, arrivando a 16,6 milioni di marchi. Ciò rese Herrenchiemsee più costoso dei castelli di Linderhof e Neuschwanstein messi insieme, per i quali furono stanziati circa 6,7 milioni di marchi e alla fine ne furono spesi 14,7 milioni. Il costo della sola camera da letto di stato ammontava a 384.000 fiorini e per l'interno furono utilizzati più di 4,5 chilogrammi di foglia d'oro. Gli elevati debiti portarono il re sull'orlo della bancarotta e, uniti alla sua crescente riluttanza a governare, portarono infine alla sua deposizione nel 1886. L'affermazione spesso sostenuta secondo cui Ludovico II rovinò il bilancio dello stato bavarese con i suoi castelli è, tuttavia, falsa. Infatti, le numerose commissioni per edifici reali diedero impulso all'economia bavarese. Per quanto possibile, la maggior parte degli ordini vennero effettuati all'interno del regno, e Monaco si sviluppò così in uno dei principali centri di arti e mestieri nel mondo di lingua tedesca.
Il Castello di Herrenchiemsee è un edificio di interesse storico culturale ed è inserito nell'elenco dei monumenti curato dall'Ufficio statale bavarese per la tutela dei monumenti. Con il numero di pratica D-1-87-123-26, l'edificio del palazzo è elencato come un complesso a due piani e tre ali, l'area esterna assiale orientata est-ovest con fontane, vasche, parterre fiorito, scale aperte, terrazze e sculture così come l'edificio dei servi.

## Parco

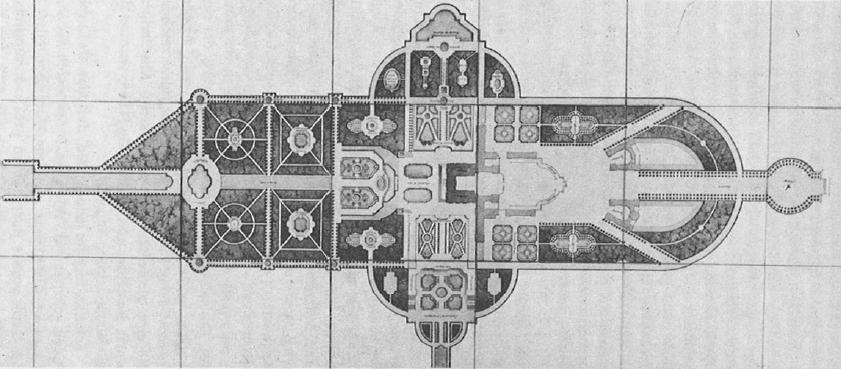
Rispetto alla Reggia di Versailles, a Herrenchiemsee la progettazione dei giardini fu possibile solo in scala più ridotta.

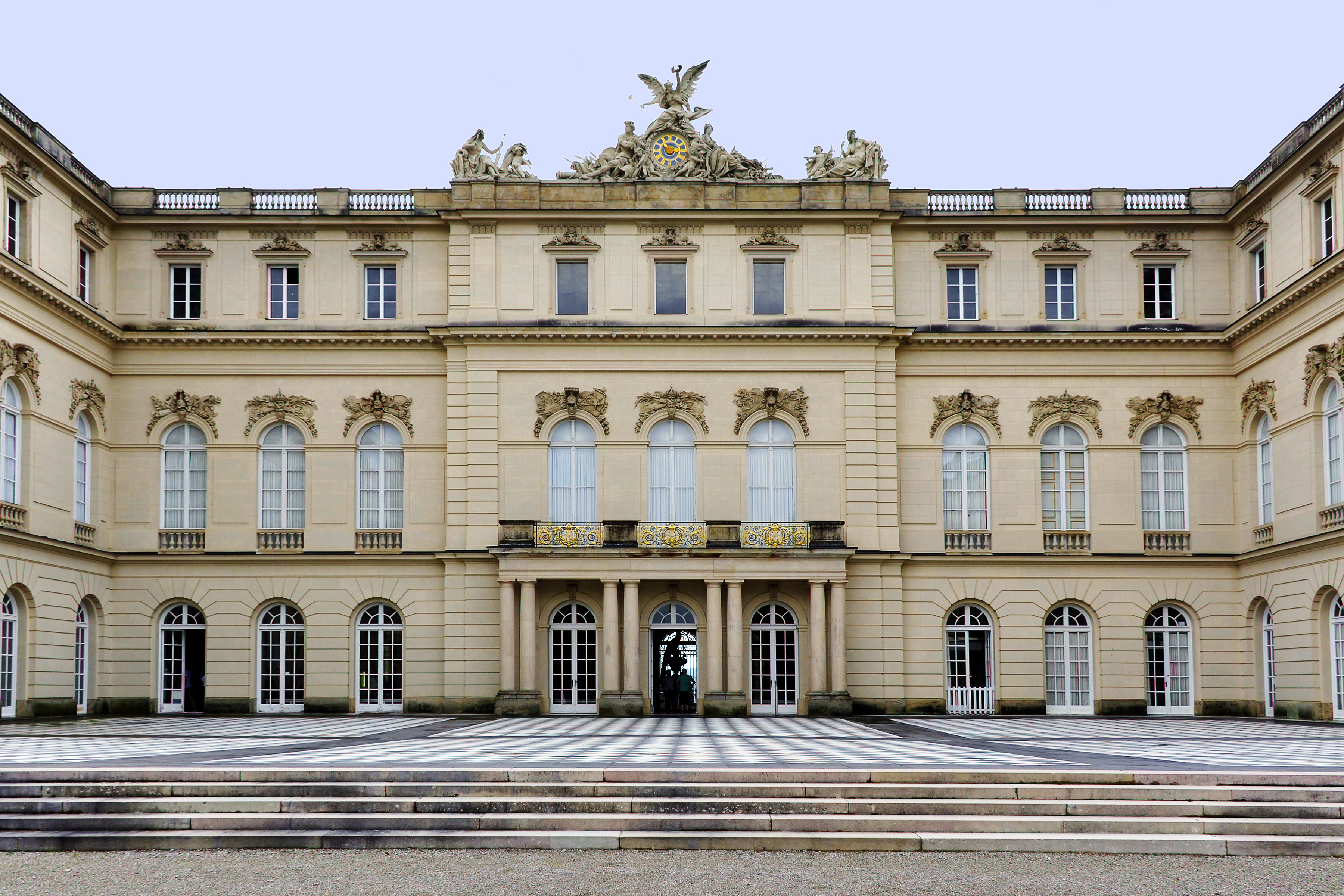
Il Cortile d'Onore di Herrenchiemsee.

I giardini del palazzo nella loro forma attuale sono un'imitazione in gran parte identica dell'asse principale occidentale di creato da André Le Nôtre nel XVII secolo. Il giardino del palazzo al centro dell'Herreninsel racchiude un'area rettangolare di circa 120 × 400 metri, di cui un terzo orientale è occupato dall'edificio del palazzo. L'intero giardino, il viale orientale e il canale di diramazione occidentale verso il lago sono incorniciati da un doppio viale di tigli. L'incarico di progettare il parco del palazzo fu affidato al giardiniere di corte reale Carl von Effner, allievo dell'architetto di giardini Peter Joseph Lenné. Effner presentò le prime bozze nel 1875. Come il palazzo, i giardini nella loro forma progettata erano intesi come una citazione, ma non come una copia esatta del modello di Versailles, che non avrebbe potuto essere pienamente realizzato a causa delle piccole differenze di altezza dell'isola e dello spazio limitato. Per ragioni di costo, i progetti di Effner non poterono essere implementati nella misura prevista; anche i giardini di Herrenchiemsee, come il palazzo, rimasero incompiuti. Il parco del palazzo, progettato secondo lo schema dei giardini barocchi classici, doveva avere una struttura a croce, con la bassa terrazza di fronte al palazzo a costituire il punto focale. L'asse principale, adattato da Versailles, attraversava l'isola da est a ovest e doveva essere attraversato da un asse subordinato nord-sud. Il parterre principale del giardino, a ovest, fu progettato come diretta reminiscenza del modello, con una copia delle fontane di Latona ed Apollo, le grandi vasche d'acqua e i parterre ricamati di fronte al Corps de logis. I numerosi boschetti del modello furono ridotti in questo piano a quattro grandi e una mezza dozzina di boschetti più piccoli, la cui progettazione individuale avrebbe avuto luogo senza riferimento a Versailles. A nord del palazzo era prevista una versione più piccola del Parterre Nord di Versailles. Lì, un bacino d'acqua dedicato al dio del mare Nettuno avrebbe costituito la parte finale dell'Herrenchiemsee. La zona meridionale del giardino riproduce l'elaborato Parterre du Midi e il Parterre dell'Orangerie di Versailles, sebbene l'Orangerie originale, costruita su un pendio, dovette essere abbandonata a causa del terreno pianeggiante. Per l'area del parco orientale dietro il Corps de Logis, è stata progettata una soluzione separata per il giardino di Herrenchiemsee, poiché la città si trova lì nel modello. Le imitazioni della Place des Armes di Versailles, scuderie comprese, avrebbero dovuto formare un grande cortile a Herrenchiemsee, fiancheggiato da ulteriori parterre e boschetti. Dove nella cittadina francese si trova l'accesso principale al castello, a Herrenchiemsee era previsto un viale lungo 900 metri con una rotonda finale verso il lago, alla fine del quale doveva essere situato l'attracco delle barche.

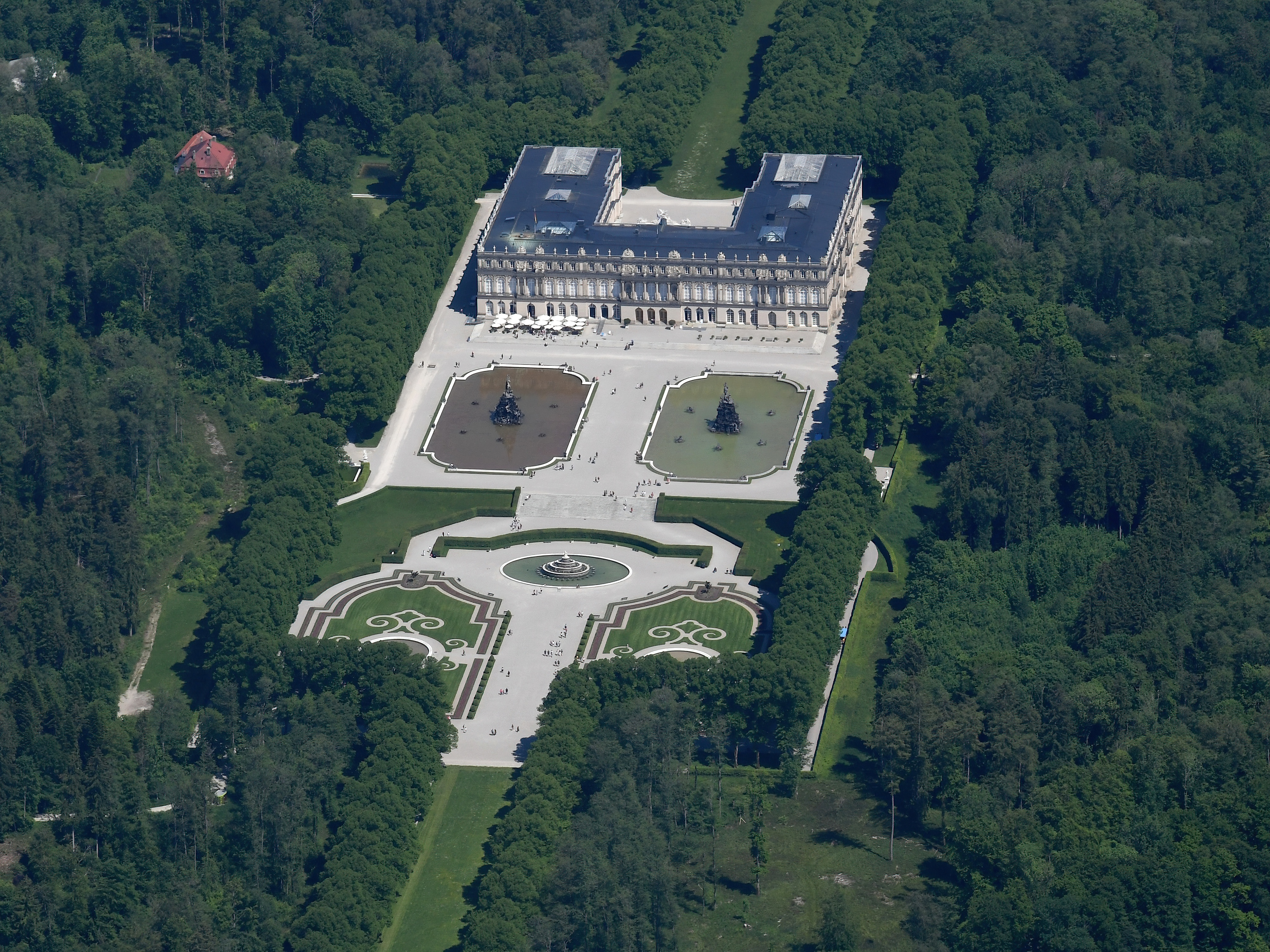
Visione aerea del castello e dei giardini.

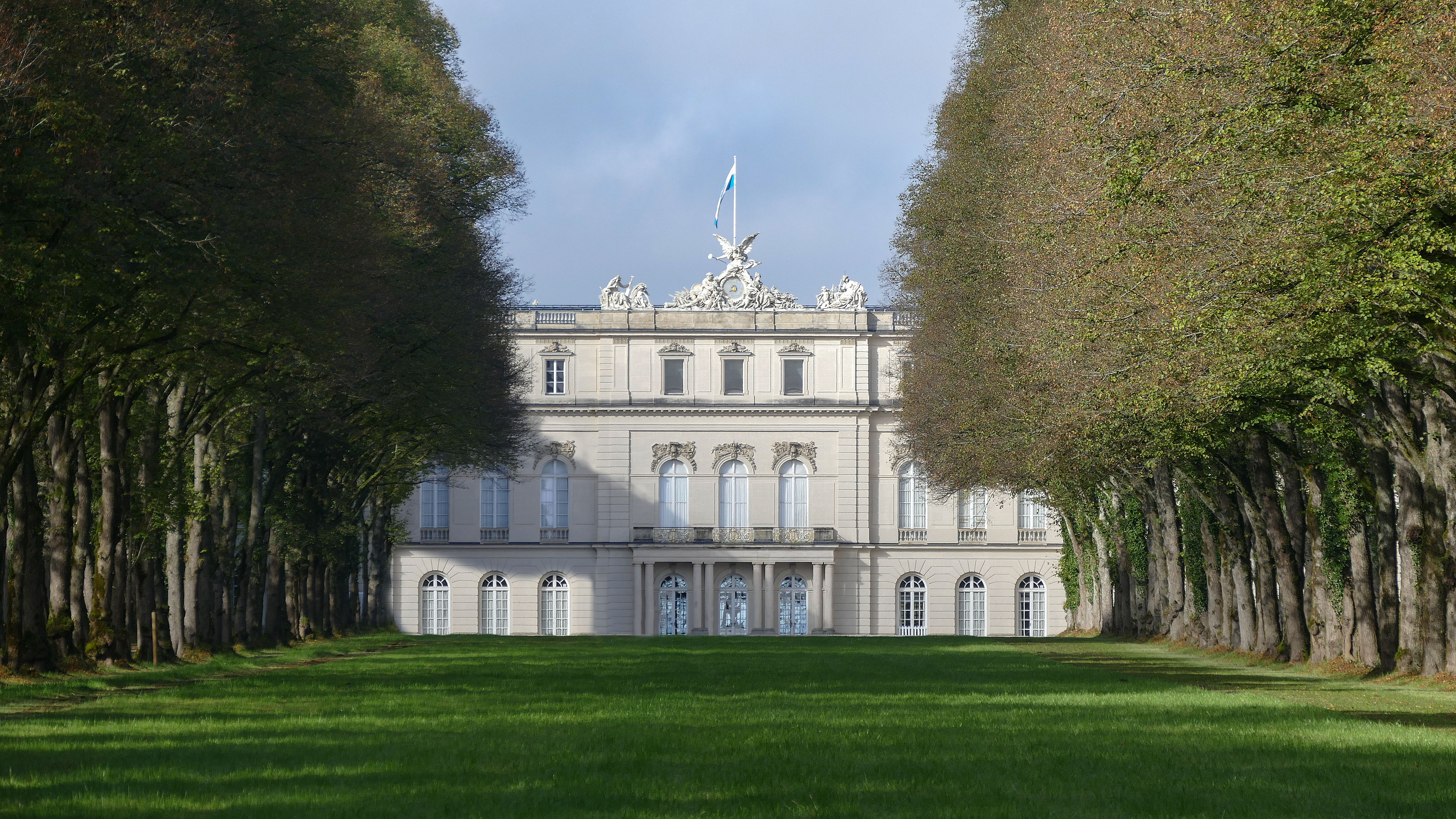
Facciata del castello ed il viale dei tigli.

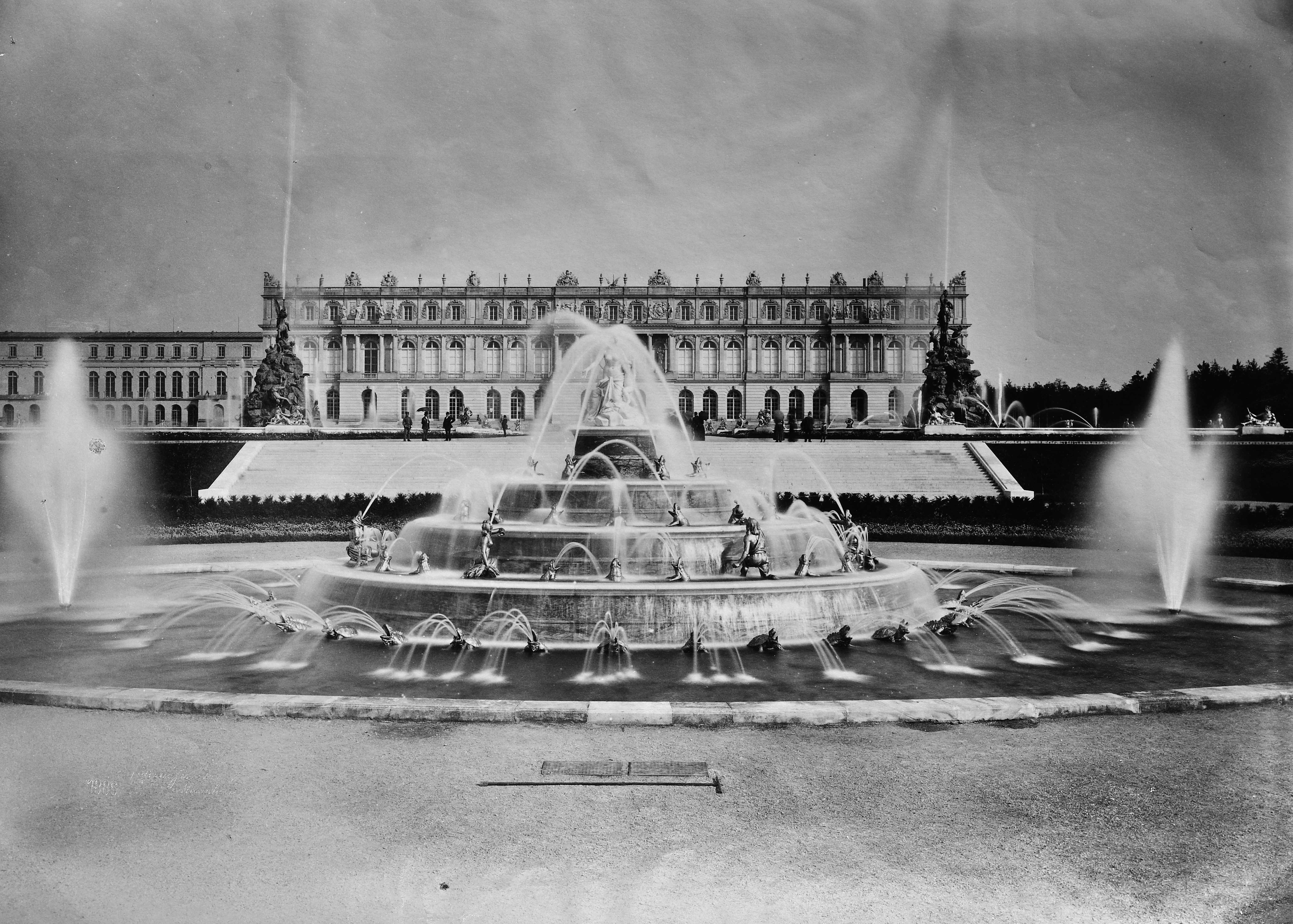
Veduta di una delle fontale del Castello di Herrenchiemsee, nel 1885.

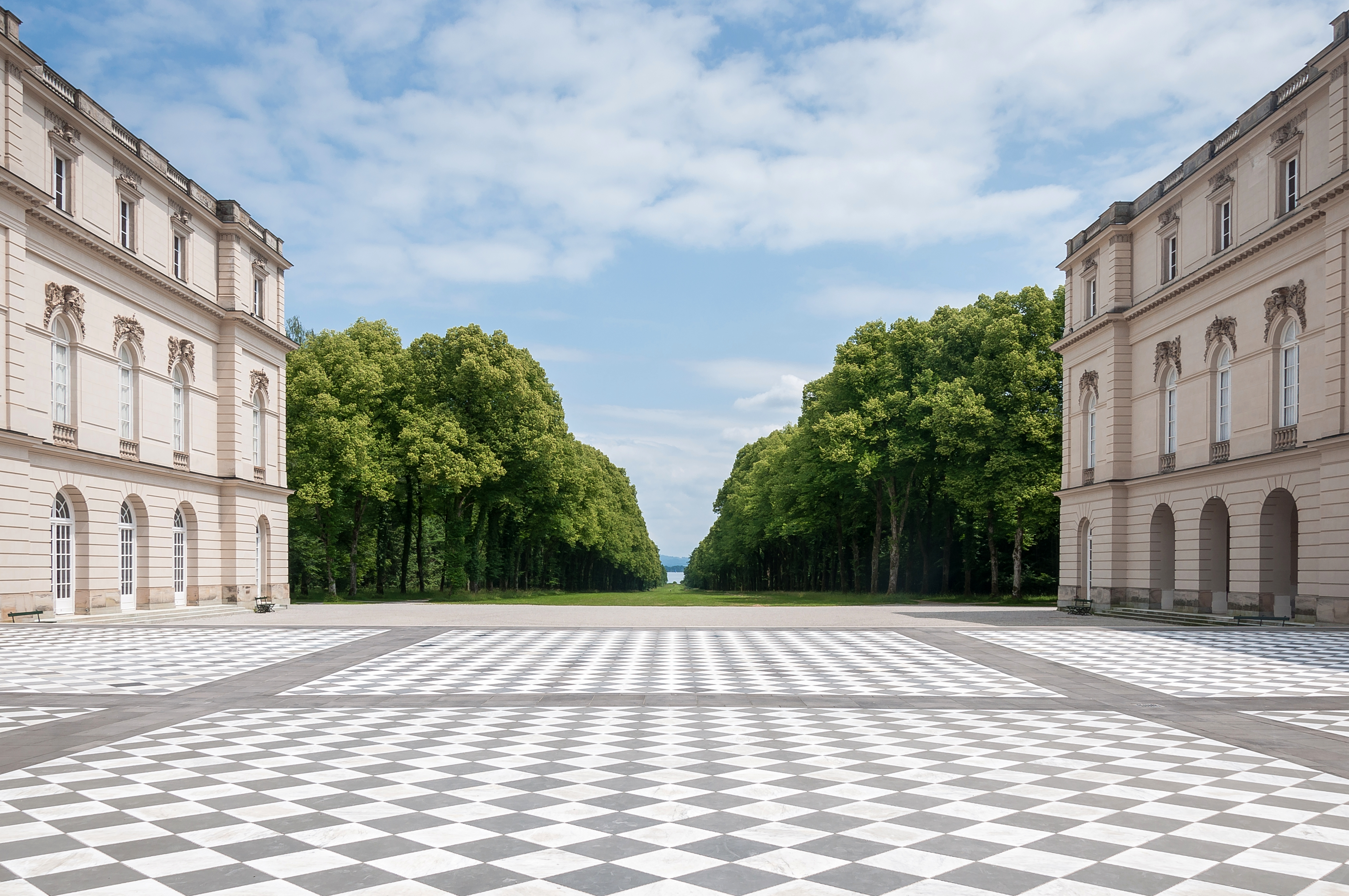
Il cortile d'onore ed il viale dei tigli.

I lavori sui giardini iniziarono contemporaneamente alla costruzione del palazzo nel 1878. Lo scavo della cantina del palazzo fu utilizzato per livellare l'area del parterre d'acqua, e una stazione di pompaggio fu costruita sulla riva orientale dell'isola per alimentare i giochi d'acqua. I lavori continuarono fino al 1881 e solo da quel momento in poi il giardino vero e proprio cominciò a prendere forma. A causa dei crescenti problemi di finanziamento, l'ampliamento dei giardini del palazzo non fu completato. Fino alla morte del re venne costruito solo il parterre principale, senza i boschetti laterali. L'ampliamento delle aree settentrionali, meridionali e orientali dei giardini fu infine abbandonato, così come la costruzione del bacino Apollo. Ludovico II intendeva anche sviluppare l'isola con una ferrovia che la circondasse, ma anche questo piano non fu realizzato. Dopo che i lavori sui giardini si erano fermati, il successore di Effner, Jakob Möhl, completò le aree esistenti entro il 1890. Di fronte al castello si trovano due grandi vasche d’acqua, che adattano il parterre d’eau dell’originale. Le vasche delle fontane Fama e Fortuna furono completate mentre era ancora in vita Ludovico II. Tuttavia, si rivelarono permeabili e, dopo la sua morte, vennero piantati a prato. Un ritorno allo stato originario avvenne solo tra il 1991 e il 1994. Le rocce della figura centrale con le rappresentazioni di felicità e fama sono una deviazione dal modello; non provengono dal Palazzo di Versailles, ma sono interpretazioni delle caratteristiche dell'acqua del Palacio Real de La Granja. Entrambe le strutture della fontana rimasero difettose per molti decenni; furono ristrutturati solo nel 1994 e da allora sono in funzione durante i mesi estivi. Oltre alle grandi vasche, appartengono al Parterre d’eau due fontane di marmo più piccole, situate a lato del passaggio al Parterre de la Latona e decorate con leoni che zampillano acqua e figure di Diana, Venere, Anfitrite e Flora. Sotto il parterre d'acqua, una scalinata aperta conduce alla fontana ovale di Latona e ai parterre erbosi antistanti, decorati con aiuole fiorite. Dal giardino, un tapis vert conduce verso ovest alla zona dell'incompiuta fontana di Apollo. Le due vasche possono essere viste come allegorie di Luigi XIV che, in quanto Re Sole, è spesso paragonato al dio della luce, Apollo. Dove a Versailles inizia il Grand Canal a forma di croce, sull'Herrenchiemsee si trova un canale secondario che conduce verso il lago. Dopo l'abbassamento del livello dell'acqua del lago Chiemsee nel 1904, il canale divenne paludoso; il suo letto venne scavato nuovamente dal 1993 al 1997 dopo un'ulteriore regolazione del livello dell'acqua.

L'area boscosa esterna al giardino del palazzo rimase in gran parte nel suo stato originale e aveva lo scopo di creare un contrasto con i giardini formali come un cosiddetto parco insulare. L'isola, che si estende per circa 230 ettari, è raggiungibile tramite un sentiero circolare lungo quasi sette chilometri, che in diversi punti offre viste sul castello e sui giardini, che sono tuttavia in gran parte ricoperti di vegetazione. Le linee di vista nella direzione opposta dell'area del palazzo terminavano davanti ai muri di alberi e siepi, poiché il re non voleva espressamente una vista sul paesaggio circostante del lago Chiemsee. In occasione della Mostra Statale dei Giardini del 2010, il giardino è stato ripiantato dal 2008 al 2009. Oltre a più di 10.000 fiori, sono stati piantati per la prima volta numerosi alberi di agrumi, come era già stato previsto nei progetti dei giardini del XIX secolo.

Veduta panoramica del Castello di Herrenchiemsee e del parco.